# پیس، میسیسیپی
پیس (به انگلیسی: Pace) شهرکی در ایالت میسیسیپی کشور ایالات متحده آمریکا است که جمعیت آن در سرشماری سال ۲۰۱۰ میلادی، ۲۷۴
نفر بوده‌است.